# Claudio Tognolli
Claudio Júlio Tognolli (São Paulo, 23 de agosto de 1963 – São Paulo, 3 de março de 2024) foi um jornalista, músico e escritor brasileiro, membro do Consórcio Internacional de Jornalistas Investigativos (ICIJ). É formado pela Universidade de São Paulo (USP) e doutorado em Ciências da Comunicação pela USP e estudou violão clássico e composição, com o maestro Hans Joachimm-Koellreutter. Seu coorientador de mestrado foi o psicólogo Timothy Leary, com quem fez a última entrevista no leito de morte. Tognolli foi pesquisador do Instituto de Estudos Avançados da USP.

## Biografia
Nascido no bairro do Tatuapé, na zona leste de São Paulo, Tognolli optou pelo jornalismo ainda adolescente, quando passou a frequentar o curso Redator-Auxiliar no colegial no tradicional Colégio São Vicente de Paulo, na Penha. Entrou em cinco faculdades, mas optou por cursar jornalismo na ECA-USP.
Foi diretor fundador da Associação Brasileira de Jornalismo Investigativo (Abraji). Idealizador e coordenador da Cátedra Otávio Frias Filho, em parceria com o Grupo Folha, instalada no Instituto de Estudos Avançados da USP. A Cátedra Otavio Frias Filho do IEA foi inaugurada em 18/02/2021, data em que o Grupo Folha completou 100 anos.
Entre seus prêmios constam o Esso, pela Abraji, o Jabuti de Literatura 1997 (livro "O Século do Crime"), e Grande Prêmio Folha de Jornalismo, em 1993, com Fernando Rodrigues, pela série de 500 reportagens intitulada "Conexão Manágua".
Escreveu a biografia do engenheiro de som Roy Cicala, para a editora Saraiva/Benvirá, e a "História do Politicamente Incorreto" (Record), com o humorista Danilo Gentili, ambos no prelo. Desde novembro de 2016, escreve a biografia do senador Delcídio do Amaral.
Em julho de 2017, ao lado de Joice Hasselmann e Felipe Moura Brasil, ancorou o programa Os Pingos nos Is, da rádio Jovem Pan. Fora seu trabalho na Jovem Pan, Tognolli também já trabalhou nas rádios CBN e Eldorado, e nas revistas Consultor Jurídico, Galileu, Rolling Stone, Joyce Pascowitch e Caros Amigos. Foi repórter especial do Jornal da Tarde e da Folha de S.Paulo, para quem foi correspondente nos EUA. Fez reportagens em 35 países. Foi colunista da AOL Brasil e do jornal digital Brasil 247 e mantém, desde 2014, um blog dentro do portal Yahoo!. e no portal TopBuzz.
Em 11 de dezembro de 2014 lançou um livro em parceria com Romeu Tuma Júnior, "Assassinato de Reputações", lançado em 11 de dezembro de 2014, vendeu 120.000 cópias em quatro meses.
Em janeiro de 2016, Claudio Tognolli passou a fazer parte do programa Morning Show, da rádio Jovem Pan. Ele comandou a bancada do matinal ao lado de Edgard Piccolli, Paula Carvalho, José Armando Vannucci.
Em março de 2016 lançou o livro "Assassinato de Reputações II", novamente com Romeu Tuma Junior. Tuma viria a prefaciar seu livro "A Caixa Preta da Abin", escrito com o tenente-coronel André Soares.
Tognolli permaneceu na Jovem Pan até 15 de novembro de 2016, quando foi demitido da emissora. O jornalista acusou o colega de casa, Reinaldo Azevedo, de "pedir a sua cabeça" para a direção da rádio, o que foi negado pelo mesmo. Nos meses seguintes, Reinaldo Azevedo pediu demissão da Jovem Pan, deixando a ancoragem de Os Pingos nos Is. Para substituí-lo, a emissora acabou recontratando Claudio Tognolli para fazer parte da nova equipe do programa, que passou a ser ancorado por ele, por Joice Hasselmann e Felipe Moura Brasil a partir do dia 3 de julho de 2017. Em 10 de outubro, Claudio Tognolli foi substituído no Os Pingos nos Is pelo também jornalista Augusto Nunes, pois Tognolli havia sido convocado para atuar novamente no programa Morning Show da mesma emissora.
Dois de seus livros, "Assassinato de Reputações" e "Bem Vindo ao Inferno" estão em processo de filmagem. "Bem Vindo ao Inferno" teve prefácio assinado pelo juiz Sergio Moro e de sua mulher, Rosângela Wolf Moro.
Em 2017, lançou a versão impressa de seu primeiro romance, "Balenciaga Torres e os Corações Pelludos", que apareceu em versão digital em 2007.
O jornalista estudou violão clássico e tem como time do coração o Corinthians.
Seu livro "Laços de Sangue", lançado em novembro de 2017 pela Editora Matrix, junto ao procurador Márcio Sérgio Christino, gerou reação do PCC.
Em janeiro de 2018 lançou seu vigésimo livro, "Nomes aos Bois", pela Matrix: uma profunda investigação contra a JBS.
Na véspera do casamento real, divulgou fotos de Meghan de topless, o que causou reação na mídia inglesa.
O jornalista morreu na manhã do dia 3 de março de 2024 aos 60 anos, após complicações de um transplante cardíaco feito em janeiro.